# 聖羅倫斯海道

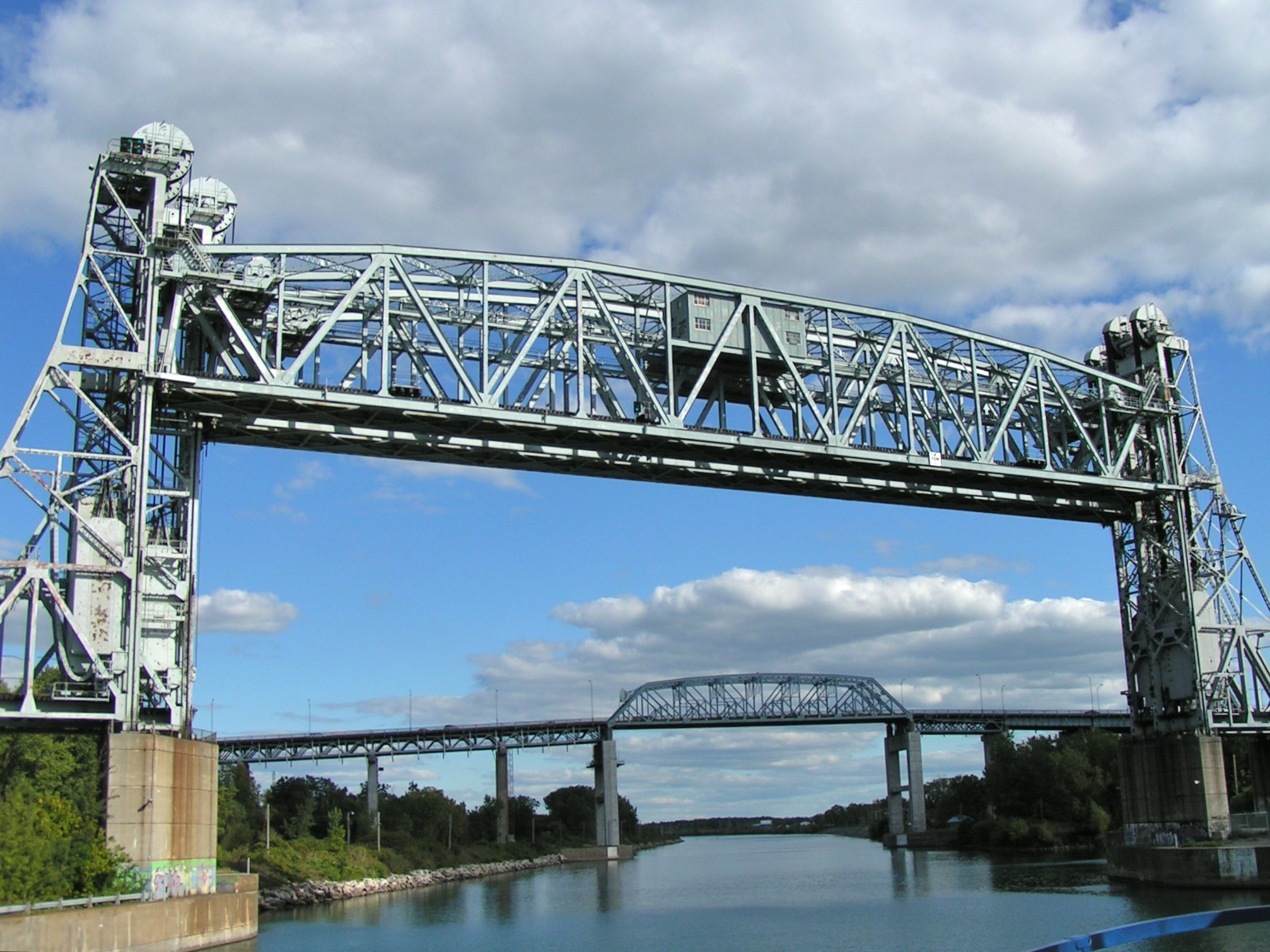
蒙特婁附近一段聖羅倫斯海道，前方為兩座鐵路升降橋，後方則為承載魁北克138號省道的行車橋

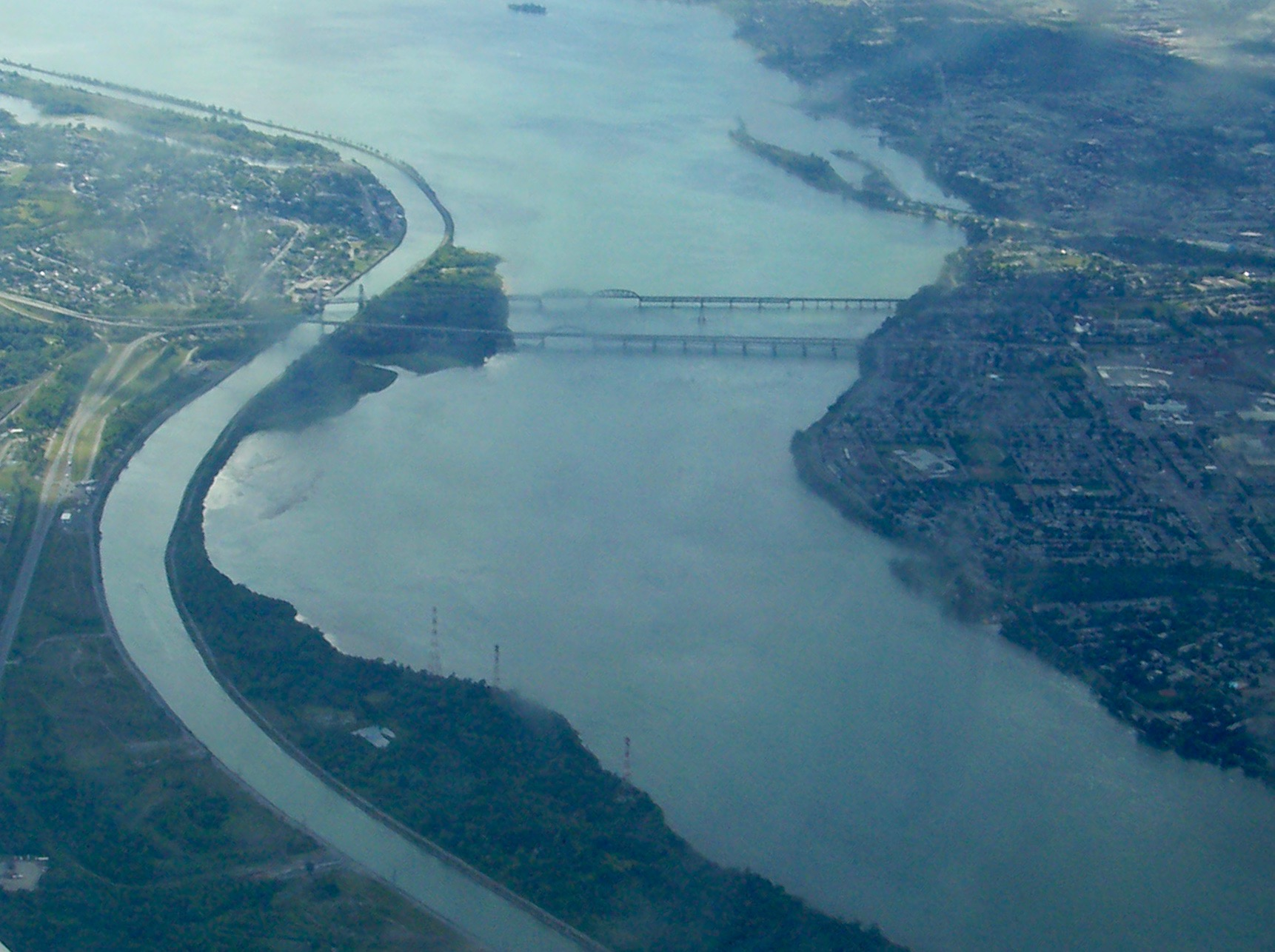
蒙特婁一帶的航拍圖，可見圖下方的聖羅倫斯海道從聖羅倫斯河的主體分隔

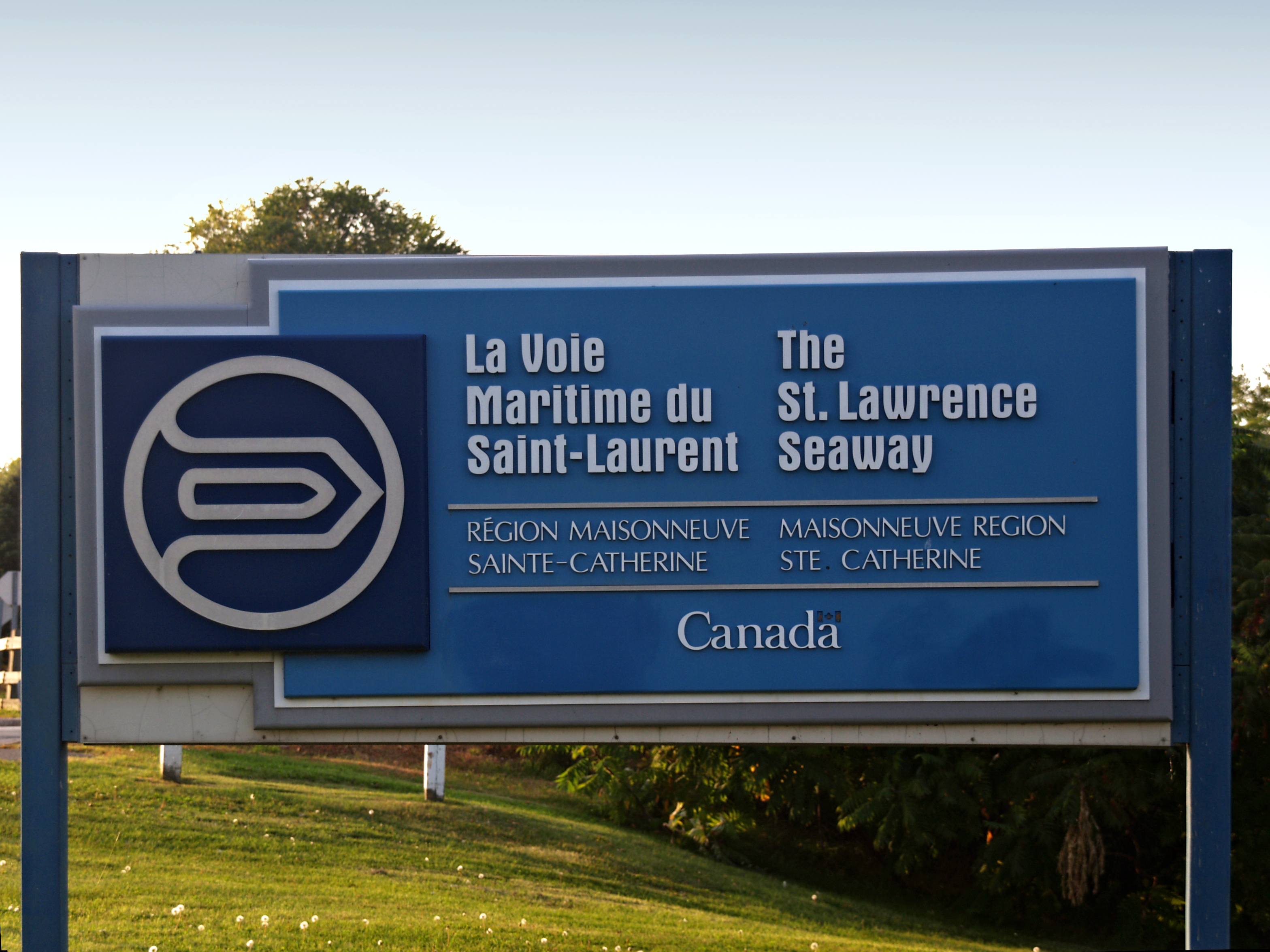
聖羅倫斯海道在魁北克省聖卡特琳娜鎮區段的告示牌

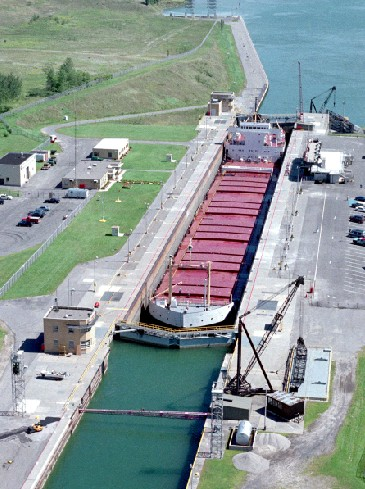
位於紐約州馬森納（Massena）的艾森豪船閘

聖羅倫斯海道（英語：St. Lawrence Seaway）是一系列連接大西洋至北美五大湖的運河、船閘和航道，以聖羅倫斯河為名。海道全長3,700（2,300英里），東起加拿大魁北克省蒙特婁和朗基爾，西至威蘭運河在伊利湖的出口並包含該運河在内，船隻並可從此處一直航行至蘇必略湖的盡頭（即五大湖的極西端）。美加約四分之一人口居住在其流域以内。
海道的聖羅倫斯河旁分段共設有七個船閘，當中兩個由美國方面營運，其餘五個則歸加拿大方面營運；而威蘭運河及其沿線的八個船閘則全坐落加拿大境内。海道在加拿大境内的設施由聖羅倫斯海道管理公司（Saint Lawrence Seaway Management Corporation）營運，而美國境内的設施則由聖羅倫斯海道發展公司（Saint Lawrence Seaway Development Corporation）管理。
海道於1959年通航，至今所處理過的貨物流達20億公噸，構成五大湖區經濟的重要一環。與此同時，海道通航後亦為大湖區帶來多種入侵物種，影響區内的生態環境。

## 歷史

### 背景
早於1680年，蒙特婁傳道士卡森（Dollier de Casson）便倡議在該處興建運河，讓聖羅倫斯河上的船隻避開拉辛瀑布（Rapides de Lachine）。然而工程艱巨，運河到1701年只得1.6公里長的路段完成，而項目亦在資金短缺的情況下告終。到了18世紀末，美國商人倡議在該國境内興建運河連接伊利湖和大西洋的呼聲漸高。蒙特婁商界有恐該計劃會損害該市經濟，因此重提興建拉辛運河。在英國政府協助下，拉辛運河於1824年完成。
與此同時，上加拿大尼亞加拉地區商人梅里特（William Hamilton Merritt）著手研究在尼亞加拉半島興建運河，讓尼亞加拉河上的船隻避開尼亞加拉瀑布。梅里特得出項目可行的結論後便成立威蘭運河公司，於1824年11月24日動工興建第一代威蘭運河，並於1829年11月29日落成。然而，威蘭運河入不敷支，運河公司遂向上加拿大政府尋求援助，而上加拿大政府亦於1839年購入威蘭運河公司， 並將之擴建成第二代威蘭運河。
拉辛運河和威蘭運河雖然讓水路交通來回五大湖和大西洋，但兩者的規模簡陋，到了19世紀末已不能容納日益龐大的出海船隻。與此同時，北美各地出現興建鐵路的熱潮，威脅水路交通的地位。

### 籌建和工程
隨著大湖區城市的工業活動日益頻繁，各界亦關注水路交通在貨物運輸所擔當的角色。美加兩國遂於1909年成立國際聯合委員會（International Joint Commission），以研究五大湖海道方案。委員會建議落實聖羅倫斯海道，但在美國鐵路和大西洋沿岸港口業界代表游說下，加上兩次世界大戰和經濟大蕭條等外圍因素影響，項目遲遲未能動工。
加方對美方的曖昧態度漸感不耐煩，並準備自行在加國境内興建海道，當中威蘭運河擴建工程於1932年完成。另外，魁北克東部和拉布拉多多座新鐵礦開業，業界急需水道從該處通往大湖區的鋼鐵工廠。加上利用聖羅倫斯河河水作水力發電的條件豐厚，最終促成美國國會參議院於1954年通過兩國共同興建海道的計劃。海道的聖羅倫斯河旁分段於同年10月動工，動員2萬2千名工人，耗資4億7千萬美元興建，當中3億3620萬元由加拿大政府支付。開幕儀式於1959年6月26日舉行，由加拿大女王伊利沙伯二世、時任加拿大總理迪芬碧嘉和美國總統艾森豪主禮。
海道工程包括在聖羅倫斯河沿線興建數座堤壩作水力發電之用，導致沿岸部分地區受淹沒，當中安大略省内有16000公頃農地受浸，6500名居民需遷離家園。當地政府特別成立兩個新聚落—朗蘇（Long Sault）和英格爾賽德（Ingleside）—安頓需遷離的居民，並將易洛魁鎮（Iroquois）和摩里斯堡鎮（Morrisburg）鎮址遷離受淹沒的地段。紐約州方面受淹沒的地區人煙稀少，項目對當地影響相對較低。

## 外部連結
- （英文）（法文）Seaway System－Réseau de la Voie maritime （页面存档备份，存于）－聖羅倫斯海道管理公司網站